# VI (Onslaught)
VI è il sesto album in studio del gruppo musicale britannico Onslaught, pubblicato nel 2013.

## Tracce
1. A New World Order (intro) – 0:36
2. Chaos Is King – 4:05
3. Fuel for My Fire – 5:05
4. Children of the Sand – 6:05
5. Slaughterize – 4:01
6. 66’Fucking’6 – 5:11
7. Cruci-Fiction – 5:08
8. Dead Man Walking – 4:06
9. Enemy of My Enemy – 5:09

Digipak Bonus Track
1. Shellshock (2013 re-recording) – 6:37

## Formazione
- Sy Keeler – voce
- Nige Rockett – chitarra
- Andy Rosser-Davies – chitarra
- Jeff Williams – basso
- Michael Hourihan – batteria